# Tour d'Allemagne 2023
 (mai 2025).
Le Tour d'Allemagne 2023 est la 37e édition de cette course cycliste par étapes masculine. Il a lieu en Allemagne du 23 août au 27 août 2023. Il se déroule entre Saint-Wendel et Brême sur un parcours de 724,2 km et fait partie du calendrier UCI ProSeries 2023 en catégorie 2.Pro.

## Présentation

### Équipes
Vingt-deux équipes sont au départ : onze UCI WorldTeams, sept UCI ProTeams et quatre équipes continentales.
| WorldTeams (10)- Alpecin-Deceuninck - Bahrain Victorious - Bora-Hansgrohe - Ineos Grenadiers - Intermarché-Circus-Wanty - Lidl-Trek - Movistar Team - Soudal Quick-Step - Team DSM-Firmenich - UAE Team Emirates ProTeams (6)- Israel-Premier Tech - Lotto Dstny - Q36.5 Pro Cycling Team - TotalEnergies - Tudor Pro Cycling Team - Uno-X Pro Cycling Team Équipes continentales (4)- Bike Aid - P&S Benotti - Rad-Net Oßwald - Saris Rouvy Sauerland Team |
| |

## Étapes
| Étape     | Date    | Villes étapes               | type            | Distance (km) | Dénivelé (m) | Vainqueur d'étape | Leader du classement général |
| --------- | ------- | --------------------------- | --------------- | ------------- | ------------ | ----------------- | ---------------------------- |
| Prologue  | 23 août | Saint-Wendel – Saint-Wendel | prologue        | 2,3           | 15 m         | Ethan Vernon      | Ethan Vernon                 |
| 1re étape | 24 août | Saint-Wendel – Merzig       | étape vallonnée | 178           | 2 600 m      | Ilan Van Wilder   | Ilan Van Wilder              |
| 2e étape  | 25 août | Cassel – Winterberg         | étape vallonnée | 190           | 3 293 m      | Gregor Mühlberger | Ilan Van Wilder              |
| 3e étape  | 26 août | Arnsberg – Essen            | étape vallonnée | 174           | 2 154 m      | Madis Mihkels     | Ilan Van Wilder              |
| 4e étape  | 27 août | Hanovre – Brême             | étape de plaine | 180           | 455 m        | Arvid de Kleijn   | Ilan Van Wilder              |

## Déroulement de la course

### Prologue
| \| Classement de l'étape \| Classement de l'étape \| Classement de l'étape \| Classement de l'étape \| Classement de l'étape \| \| Coureur \| Coureur \| Pays \| Équipe \| Temps \| \| --------------------- \| --------------------- \| --------------------- \| ------------------------ \| --------------------- \| \| 1er \| Ethan Vernon \| Royaume-Uni \| Soudal Quick-Step \| 2 min 23 s \| \| 2e \| Mads Pedersen \| Danemark \| Lidl-Trek \| + 1 s \| \| 3e \| Maikel Zijlaard \| Pays-Bas \| Tudor Pro Cycling Team \| + 3 s \| \| 4e \| Danny van Poppel \| Pays-Bas \| Bora-Hansgrohe \| + 3 s \| \| 5e \| Nils Politt \| Allemagne \| Bora-Hansgrohe \| + 3 s \| \| 6e \| Jannik Steimle \| Allemagne \| Soudal Quick-Step \| + 4 s \| \| 7e \| Rasmus Tiller \| Norvège \| Uno-X Pro Cycling Team \| + 5 s \| \| 8e \| Madis Mihkels \| Estonie \| Intermarché-Circus-Wanty \| + 5 s \| \| 9e \| Sam Bennett \| Irlande \| Bora-Hansgrohe \| + 5 s \| \| 10e \| Marco Haller \| Autriche \| Bora-Hansgrohe \| + 6 s \| |                  |             |                          |            |
| |                  |             |                          |            |
| Source : ProCyclingStats |                  |             |                          |            |
| Classement de l'étape |                  |             |                          |            |
| Coureur | Coureur          | Pays        | Équipe                   | Temps      |
| 1er | Ethan Vernon     | Royaume-Uni | Soudal Quick-Step        | 2 min 23 s |
| 2e | Mads Pedersen    | Danemark    | Lidl-Trek                | + 1 s      |
| 3e | Maikel Zijlaard  | Pays-Bas    | Tudor Pro Cycling Team   | + 3 s      |
| 4e | Danny van Poppel | Pays-Bas    | Bora-Hansgrohe           | + 3 s      |
| 5e | Nils Politt      | Allemagne   | Bora-Hansgrohe           | + 3 s      |
| 6e | Jannik Steimle   | Allemagne   | Soudal Quick-Step        | + 4 s      |
| 7e | Rasmus Tiller    | Norvège     | Uno-X Pro Cycling Team   | + 5 s      |
| 8e | Madis Mihkels    | Estonie     | Intermarché-Circus-Wanty | + 5 s      |
| 9e | Sam Bennett      | Irlande     | Bora-Hansgrohe           | + 5 s      |
| 10e | Marco Haller     | Autriche    | Bora-Hansgrohe           | + 6 s      |

| \| Classement général \| Classement général \| Classement général \| Classement général \| Classement général \| \| Coureur \| Coureur \| Pays \| Équipe \| Temps \| \| ------------------ \| ------------------ \| ------------------ \| ------------------------ \| ------------------ \| \| 1er \| Ethan Vernon \| Royaume-Uni \| Soudal Quick-Step \| 2 min 23 s \| \| 2e \| Mads Pedersen \| Danemark \| Lidl-Trek \| + 1 s \| \| 3e \| Maikel Zijlaard \| Pays-Bas \| Tudor Pro Cycling Team \| + 3 s \| \| 4e \| Danny van Poppel \| Pays-Bas \| Bora-Hansgrohe \| + 3 s \| \| 5e \| Nils Politt \| Allemagne \| Bora-Hansgrohe \| + 3 s \| \| 6e \| Jannik Steimle \| Allemagne \| Soudal Quick-Step \| + 4 s \| \| 7e \| Rasmus Tiller \| Norvège \| Uno-X Pro Cycling Team \| + 5 s \| \| 8e \| Madis Mihkels \| Estonie \| Intermarché-Circus-Wanty \| + 5 s \| \| 9e \| Sam Bennett \| Irlande \| Bora-Hansgrohe \| + 5 s \| \| 10e \| Marco Haller \| Autriche \| Bora-Hansgrohe \| + 6 s \| |                  |             |                          |            |
| |                  |             |                          |            |
| Source : ProCyclingStats |                  |             |                          |            |
| Classement général |                  |             |                          |            |
| Coureur | Coureur          | Pays        | Équipe                   | Temps      |
| 1er | Ethan Vernon     | Royaume-Uni | Soudal Quick-Step        | 2 min 23 s |
| 2e | Mads Pedersen    | Danemark    | Lidl-Trek                | + 1 s      |
| 3e | Maikel Zijlaard  | Pays-Bas    | Tudor Pro Cycling Team   | + 3 s      |
| 4e | Danny van Poppel | Pays-Bas    | Bora-Hansgrohe           | + 3 s      |
| 5e | Nils Politt      | Allemagne   | Bora-Hansgrohe           | + 3 s      |
| 6e | Jannik Steimle   | Allemagne   | Soudal Quick-Step        | + 4 s      |
| 7e | Rasmus Tiller    | Norvège     | Uno-X Pro Cycling Team   | + 5 s      |
| 8e | Madis Mihkels    | Estonie     | Intermarché-Circus-Wanty | + 5 s      |
| 9e | Sam Bennett      | Irlande     | Bora-Hansgrohe           | + 5 s      |
| 10e | Marco Haller     | Autriche    | Bora-Hansgrohe           | + 6 s      |

### 1reétape
| \| Classement de l'étape \| Classement de l'étape \| Classement de l'étape \| Classement de l'étape \| Classement de l'étape \| \| Coureur \| Coureur \| Pays \| Équipe \| Temps \| \| --------------------- \| --------------------- \| --------------------- \| --------------------- \| --------------------- \| \| 1er \| Ilan Van Wilder \| Belgique \| Soudal Quick-Step \| 4 h 17 min 39 s \| \| 2e \| Felix Großschartner \| Autriche \| UAE Team Emirates \| + 0 s \| \| 3e \| Pavel Sivakov \| France \| Ineos Grenadiers \| + 0 s \| \| 4e \| Kevin Vermaerke \| États-Unis \| Team DSM-Firmenich \| + 3 s \| \| 5e \| Pello Bilbao \| Espagne \| Bahrain Victorious \| + 3 s \| \| 6e \| Dylan Teuns \| Belgique \| Israel-Premier Tech \| + 3 s \| \| 7e \| Danny van Poppel \| Pays-Bas \| Bora-Hansgrohe \| + 10 s \| \| 8e \| Ethan Vernon \| Royaume-Uni \| Soudal Quick-Step \| + 10 s \| \| 9e \| Nikias Arndt \| Allemagne \| Bahrain Victorious \| + 10 s \| \| 10e \| Alex Kirsch \| Luxembourg \| Lidl-Trek \| + 10 s \| |                     |             |                     |                 |
| |                     |             |                     |                 |
| Source : ProCyclingStats |                     |             |                     |                 |
| Classement de l'étape |                     |             |                     |                 |
| Coureur | Coureur             | Pays        | Équipe              | Temps           |
| 1er | Ilan Van Wilder     | Belgique    | Soudal Quick-Step   | 4 h 17 min 39 s |
| 2e | Felix Großschartner | Autriche    | UAE Team Emirates   | + 0 s           |
| 3e | Pavel Sivakov       | France      | Ineos Grenadiers    | + 0 s           |
| 4e | Kevin Vermaerke     | États-Unis  | Team DSM-Firmenich  | + 3 s           |
| 5e | Pello Bilbao        | Espagne     | Bahrain Victorious  | + 3 s           |
| 6e | Dylan Teuns         | Belgique    | Israel-Premier Tech | + 3 s           |
| 7e | Danny van Poppel    | Pays-Bas    | Bora-Hansgrohe      | + 10 s          |
| 8e | Ethan Vernon        | Royaume-Uni | Soudal Quick-Step   | + 10 s          |
| 9e | Nikias Arndt        | Allemagne   | Bahrain Victorious  | + 10 s          |
| 10e | Alex Kirsch         | Luxembourg  | Lidl-Trek           | + 10 s          |

| \| Classement général \| Classement général \| Classement général \| Classement général \| Classement général \| \| Coureur \| Coureur \| Pays \| Équipe \| Temps \| \| ------------------ \| ------------------- \| ------------------ \| ---------------------- \| ------------------ \| \| 1er \| Ilan Van Wilder \| Belgique \| Soudal Quick-Step \| 4 h 19 min 56 s \| \| 2e \| Felix Großschartner \| Autriche \| UAE Team Emirates \| + 9 s \| \| 3e \| Pavel Sivakov \| France \| Ineos Grenadiers \| + 10 s \| \| 4e \| Ethan Vernon \| Royaume-Uni \| Soudal Quick-Step \| + 16 s \| \| 5e \| Danny van Poppel \| Pays-Bas \| Bora-Hansgrohe \| + 19 s \| \| 6e \| Nils Politt \| Allemagne \| Bora-Hansgrohe \| + 19 s \| \| 7e \| Pello Bilbao \| Espagne \| Bahrain Victorious \| + 20 s \| \| 8e \| Kevin Vermaerke \| États-Unis \| Team DSM-Firmenich \| + 21 s \| \| 9e \| Dylan Teuns \| Belgique \| Israel-Premier Tech \| + 21 s \| \| 10e \| Rasmus Tiller \| Norvège \| Uno-X Pro Cycling Team \| + 21 s \| |                     |             |                        |                 |
| |                     |             |                        |                 |
| Source : ProCyclingStats |                     |             |                        |                 |
| Classement général |                     |             |                        |                 |
| Coureur | Coureur             | Pays        | Équipe                 | Temps           |
| 1er | Ilan Van Wilder     | Belgique    | Soudal Quick-Step      | 4 h 19 min 56 s |
| 2e | Felix Großschartner | Autriche    | UAE Team Emirates      | + 9 s           |
| 3e | Pavel Sivakov       | France      | Ineos Grenadiers       | + 10 s          |
| 4e | Ethan Vernon        | Royaume-Uni | Soudal Quick-Step      | + 16 s          |
| 5e | Danny van Poppel    | Pays-Bas    | Bora-Hansgrohe         | + 19 s          |
| 6e | Nils Politt         | Allemagne   | Bora-Hansgrohe         | + 19 s          |
| 7e | Pello Bilbao        | Espagne     | Bahrain Victorious     | + 20 s          |
| 8e | Kevin Vermaerke     | États-Unis  | Team DSM-Firmenich     | + 21 s          |
| 9e | Dylan Teuns         | Belgique    | Israel-Premier Tech    | + 21 s          |
| 10e | Rasmus Tiller       | Norvège     | Uno-X Pro Cycling Team | + 21 s          |

### 2eétape
| \| Classement de l'étape \| Classement de l'étape \| Classement de l'étape \| Classement de l'étape \| Classement de l'étape \| \| Coureur \| Coureur \| Pays \| Équipe \| Temps \| \| --------------------- \| --------------------- \| --------------------- \| ------------------------ \| --------------------- \| \| 1er \| Gregor Mühlberger \| Autriche \| Movistar Team \| 4 h 59 min 51 s \| \| 2e \| Alex Aranburu \| Espagne \| Movistar Team \| + 10 s \| \| 3e \| Kevin Vermaerke \| États-Unis \| Team DSM-Firmenich \| + 10 s \| \| 4e \| Pavel Sivakov \| France \| Ineos Grenadiers \| + 10 s \| \| 5e \| Ilan Van Wilder \| Belgique \| Soudal Quick-Step \| + 10 s \| \| 6e \| Danny van Poppel \| Pays-Bas \| Bora-Hansgrohe \| + 10 s \| \| 7e \| Nils Politt \| Allemagne \| Bora-Hansgrohe \| + 10 s \| \| 8e \| Georg Zimmermann \| Allemagne \| Intermarché-Circus-Wanty \| + 10 s \| \| 9e \| Rasmus Tiller \| Norvège \| Uno-X Pro Cycling Team \| + 10 s \| \| 10e \| Mathias Vacek \| Tchéquie \| Lidl-Trek \| + 10 s \| |                   |            |                          |                 |
| |                   |            |                          |                 |
| Source : ProCyclingStats |                   |            |                          |                 |
| Classement de l'étape |                   |            |                          |                 |
| Coureur | Coureur           | Pays       | Équipe                   | Temps           |
| 1er | Gregor Mühlberger | Autriche   | Movistar Team            | 4 h 59 min 51 s |
| 2e | Alex Aranburu     | Espagne    | Movistar Team            | + 10 s          |
| 3e | Kevin Vermaerke   | États-Unis | Team DSM-Firmenich       | + 10 s          |
| 4e | Pavel Sivakov     | France     | Ineos Grenadiers         | + 10 s          |
| 5e | Ilan Van Wilder   | Belgique   | Soudal Quick-Step        | + 10 s          |
| 6e | Danny van Poppel  | Pays-Bas   | Bora-Hansgrohe           | + 10 s          |
| 7e | Nils Politt       | Allemagne  | Bora-Hansgrohe           | + 10 s          |
| 8e | Georg Zimmermann  | Allemagne  | Intermarché-Circus-Wanty | + 10 s          |
| 9e | Rasmus Tiller     | Norvège    | Uno-X Pro Cycling Team   | + 10 s          |
| 10e | Mathias Vacek     | Tchéquie   | Lidl-Trek                | + 10 s          |

| \| Classement général \| Classement général \| Classement général \| Classement général \| Classement général \| \| Coureur \| Coureur \| Pays \| Équipe \| Temps \| \| ------------------ \| ------------------- \| ------------------ \| ---------------------- \| ------------------ \| \| 1er \| Ilan Van Wilder \| Belgique \| Soudal Quick-Step \| 9 h 19 min 54 s \| \| 2e \| Felix Großschartner \| Autriche \| UAE Team Emirates \| + 11 s \| \| 3e \| Pavel Sivakov \| France \| Ineos Grenadiers \| + 13 s \| \| 4e \| Kevin Vermaerke \| États-Unis \| Team DSM-Firmenich \| + 18 s \| \| 5e \| Alex Aranburu \| Espagne \| Movistar Team \| + 19 s \| \| 6e \| Danny van Poppel \| Pays-Bas \| Bora-Hansgrohe \| + 22 s \| \| 7e \| Nils Politt \| Allemagne \| Bora-Hansgrohe \| + 22 s \| \| 8e \| Pello Bilbao \| Espagne \| Bahrain Victorious \| + 23 s \| \| 9e \| Dylan Teuns \| Belgique \| Israel-Premier Tech \| + 24 s \| \| 10e \| Rasmus Tiller \| Norvège \| Uno-X Pro Cycling Team \| + 24 s \| |                     |            |                        |                 |
| |                     |            |                        |                 |
| Source : ProCyclingStats |                     |            |                        |                 |
| Classement général |                     |            |                        |                 |
| Coureur | Coureur             | Pays       | Équipe                 | Temps           |
| 1er | Ilan Van Wilder     | Belgique   | Soudal Quick-Step      | 9 h 19 min 54 s |
| 2e | Felix Großschartner | Autriche   | UAE Team Emirates      | + 11 s          |
| 3e | Pavel Sivakov       | France     | Ineos Grenadiers       | + 13 s          |
| 4e | Kevin Vermaerke     | États-Unis | Team DSM-Firmenich     | + 18 s          |
| 5e | Alex Aranburu       | Espagne    | Movistar Team          | + 19 s          |
| 6e | Danny van Poppel    | Pays-Bas   | Bora-Hansgrohe         | + 22 s          |
| 7e | Nils Politt         | Allemagne  | Bora-Hansgrohe         | + 22 s          |
| 8e | Pello Bilbao        | Espagne    | Bahrain Victorious     | + 23 s          |
| 9e | Dylan Teuns         | Belgique   | Israel-Premier Tech    | + 24 s          |
| 10e | Rasmus Tiller       | Norvège    | Uno-X Pro Cycling Team | + 24 s          |

### 3eétape
| \| Classement de l'étape \| Classement de l'étape \| Classement de l'étape \| Classement de l'étape \| Classement de l'étape \| \| Coureur \| Coureur \| Pays \| Équipe \| Temps \| \| --------------------- \| --------------------- \| --------------------- \| ------------------------ \| --------------------- \| \| 1er \| Madis Mihkels \| Estonie \| Intermarché-Circus-Wanty \| 3 h 59 min 49 s \| \| 2e \| Danny van Poppel \| Pays-Bas \| Bora-Hansgrohe \| + 0 s \| \| 3e \| Quinten Hermans \| Belgique \| Alpecin-Deceuninck \| + 0 s \| \| 4e \| Phil Bauhaus \| Allemagne \| Bahrain Victorious \| + 0 s \| \| 5e \| Ethan Vernon \| Royaume-Uni \| Soudal Quick-Step \| + 0 s \| \| 6e \| Émilien Jeannière \| France \| TotalEnergies \| + 0 s \| \| 7e \| Alex Aranburu \| Espagne \| Movistar Team \| + 0 s \| \| 8e \| Rick Zabel \| Allemagne \| Israel-Premier Tech \| + 0 s \| \| 9e \| Mads Pedersen \| Danemark \| Lidl-Trek \| + 0 s \| \| 10e \| Gianluca Brambilla \| Italie \| Q36.5 Pro Cycling Team \| + 0 s \| |                    |             |                          |                 |
| |                    |             |                          |                 |
| Source : ProCyclingStats |                    |             |                          |                 |
| Classement de l'étape |                    |             |                          |                 |
| Coureur | Coureur            | Pays        | Équipe                   | Temps           |
| 1er | Madis Mihkels      | Estonie     | Intermarché-Circus-Wanty | 3 h 59 min 49 s |
| 2e | Danny van Poppel   | Pays-Bas    | Bora-Hansgrohe           | + 0 s           |
| 3e | Quinten Hermans    | Belgique    | Alpecin-Deceuninck       | + 0 s           |
| 4e | Phil Bauhaus       | Allemagne   | Bahrain Victorious       | + 0 s           |
| 5e | Ethan Vernon       | Royaume-Uni | Soudal Quick-Step        | + 0 s           |
| 6e | Émilien Jeannière  | France      | TotalEnergies            | + 0 s           |
| 7e | Alex Aranburu      | Espagne     | Movistar Team            | + 0 s           |
| 8e | Rick Zabel         | Allemagne   | Israel-Premier Tech      | + 0 s           |
| 9e | Mads Pedersen      | Danemark    | Lidl-Trek                | + 0 s           |
| 10e | Gianluca Brambilla | Italie      | Q36.5 Pro Cycling Team   | + 0 s           |

| \| Classement général \| Classement général \| Classement général \| Classement général \| Classement général \| \| Coureur \| Coureur \| Pays \| Équipe \| Temps \| \| ------------------ \| ------------------- \| ------------------ \| ---------------------- \| ------------------ \| \| 1er \| Ilan Van Wilder \| Belgique \| Soudal Quick-Step \| 13 h 19 min 46 s \| \| 2e \| Felix Großschartner \| Autriche \| UAE Team Emirates \| + 11 s \| \| 3e \| Pavel Sivakov \| France \| Ineos Grenadiers \| + 13 s \| \| 4e \| Danny van Poppel \| Pays-Bas \| Bora-Hansgrohe \| + 16 s \| \| 5e \| Alex Aranburu \| Espagne \| Movistar Team \| + 17 s \| \| 6e \| Kevin Vermaerke \| États-Unis \| Team DSM-Firmenich \| + 18 s \| \| 7e \| Rasmus Tiller \| Norvège \| Uno-X Pro Cycling Team \| + 21 s \| \| 8e \| Nils Politt \| Allemagne \| Bora-Hansgrohe \| + 22 s \| \| 9e \| Dylan Teuns \| Belgique \| Israel-Premier Tech \| + 23 s \| \| 10e \| Quinten Hermans \| Belgique \| Alpecin-Deceuninck \| + 23 s \| |                     |            |                        |                  |
| |                     |            |                        |                  |
| Source : ProCyclingStats |                     |            |                        |                  |
| Classement général |                     |            |                        |                  |
| Coureur | Coureur             | Pays       | Équipe                 | Temps            |
| 1er | Ilan Van Wilder     | Belgique   | Soudal Quick-Step      | 13 h 19 min 46 s |
| 2e | Felix Großschartner | Autriche   | UAE Team Emirates      | + 11 s           |
| 3e | Pavel Sivakov       | France     | Ineos Grenadiers       | + 13 s           |
| 4e | Danny van Poppel    | Pays-Bas   | Bora-Hansgrohe         | + 16 s           |
| 5e | Alex Aranburu       | Espagne    | Movistar Team          | + 17 s           |
| 6e | Kevin Vermaerke     | États-Unis | Team DSM-Firmenich     | + 18 s           |
| 7e | Rasmus Tiller       | Norvège    | Uno-X Pro Cycling Team | + 21 s           |
| 8e | Nils Politt         | Allemagne  | Bora-Hansgrohe         | + 22 s           |
| 9e | Dylan Teuns         | Belgique   | Israel-Premier Tech    | + 23 s           |
| 10e | Quinten Hermans     | Belgique   | Alpecin-Deceuninck     | + 23 s           |

### 4eétape
| \| Classement de l'étape \| Classement de l'étape \| Classement de l'étape \| Classement de l'étape \| Classement de l'étape \| \| Coureur \| Coureur \| Pays \| Équipe \| Temps \| \| --------------------- \| --------------------- \| --------------------- \| ---------------------- \| --------------------- \| \| 1er \| Arvid de Kleijn \| Pays-Bas \| Tudor Pro Cycling Team \| 3 h 41 min 35 s \| \| 2e \| Phil Bauhaus \| Allemagne \| Bahrain Victorious \| + 0 s \| \| 3e \| Marius Mayrhofer \| Allemagne \| Team DSM-Firmenich \| + 0 s \| \| 4e \| Émilien Jeannière \| France \| TotalEnergies \| + 0 s \| \| 5e \| Rüdiger Selig \| Allemagne \| Lotto Dstny \| + 0 s \| \| 6e \| Ethan Vernon \| Royaume-Uni \| Soudal Quick-Step \| + 0 s \| \| 7e \| Pascal Ackermann \| Allemagne \| UAE Team Emirates \| + 0 s \| \| 8e \| Matteo Moschetti \| Italie \| Q36.5 Pro Cycling Team \| + 0 s \| \| 9e \| Sam Bennett \| Irlande \| Bora-Hansgrohe \| + 0 s \| \| 10e \| Natnael Tesfatsion \| Érythrée \| Lidl-Trek \| + 0 s \| |                    |             |                        |                 |
| |                    |             |                        |                 |
| Source : ProCyclingStats |                    |             |                        |                 |
| Classement de l'étape |                    |             |                        |                 |
| Coureur | Coureur            | Pays        | Équipe                 | Temps           |
| 1er | Arvid de Kleijn    | Pays-Bas    | Tudor Pro Cycling Team | 3 h 41 min 35 s |
| 2e | Phil Bauhaus       | Allemagne   | Bahrain Victorious     | + 0 s           |
| 3e | Marius Mayrhofer   | Allemagne   | Team DSM-Firmenich     | + 0 s           |
| 4e | Émilien Jeannière  | France      | TotalEnergies          | + 0 s           |
| 5e | Rüdiger Selig      | Allemagne   | Lotto Dstny            | + 0 s           |
| 6e | Ethan Vernon       | Royaume-Uni | Soudal Quick-Step      | + 0 s           |
| 7e | Pascal Ackermann   | Allemagne   | UAE Team Emirates      | + 0 s           |
| 8e | Matteo Moschetti   | Italie      | Q36.5 Pro Cycling Team | + 0 s           |
| 9e | Sam Bennett        | Irlande     | Bora-Hansgrohe         | + 0 s           |
| 10e | Natnael Tesfatsion | Érythrée    | Lidl-Trek              | + 0 s           |

## Classements finals

### Classement général final
| \| Classement général \| Classement général \| Classement général \| Classement général \| Classement général \| \| Coureur \| Coureur \| Pays \| Équipe \| Temps \| \| ------------------ \| ------------------- \| ------------------ \| ---------------------- \| ------------------ \| \| 1er \| Ilan Van Wilder \| Belgique \| Soudal Quick-Step \| 17 h 01 min 18 s \| \| 2e \| Felix Großschartner \| Autriche \| UAE Team Emirates \| + 11 s \| \| 3e \| Danny van Poppel \| Pays-Bas \| Bora-Hansgrohe \| + 13 s \| \| 4e \| Pavel Sivakov \| France \| Ineos Grenadiers \| + 13 s \| \| 5e \| Alex Aranburu \| Espagne \| Movistar Team \| + 17 s \| \| 6e \| Kevin Vermaerke \| États-Unis \| Team DSM-Firmenich \| + 18 s \| \| 7e \| Rasmus Tiller \| Norvège \| Uno-X Pro Cycling Team \| + 20 s \| \| 8e \| Quinten Hermans \| Belgique \| Alpecin-Deceuninck \| + 21 s \| \| 9e \| Nils Politt \| Allemagne \| Bora-Hansgrohe \| + 22 s \| \| 10e \| Dylan Teuns \| Belgique \| Israel-Premier Tech \| + 23 s \| |                     |            |                        |                  |
| |                     |            |                        |                  |
| Source : ProCyclingStats |                     |            |                        |                  |
| Classement général |                     |            |                        |                  |
| Coureur | Coureur             | Pays       | Équipe                 | Temps            |
| 1er | Ilan Van Wilder     | Belgique   | Soudal Quick-Step      | 17 h 01 min 18 s |
| 2e | Felix Großschartner | Autriche   | UAE Team Emirates      | + 11 s           |
| 3e | Danny van Poppel    | Pays-Bas   | Bora-Hansgrohe         | + 13 s           |
| 4e | Pavel Sivakov       | France     | Ineos Grenadiers       | + 13 s           |
| 5e | Alex Aranburu       | Espagne    | Movistar Team          | + 17 s           |
| 6e | Kevin Vermaerke     | États-Unis | Team DSM-Firmenich     | + 18 s           |
| 7e | Rasmus Tiller       | Norvège    | Uno-X Pro Cycling Team | + 20 s           |
| 8e | Quinten Hermans     | Belgique   | Alpecin-Deceuninck     | + 21 s           |
| 9e | Nils Politt         | Allemagne  | Bora-Hansgrohe         | + 22 s           |
| 10e | Dylan Teuns         | Belgique   | Israel-Premier Tech    | + 23 s           |

### Classements annexes
| Classement par points | Classement par points | Classement par points | Classement par points    | Classement par points |
| Coureur               | Coureur               | Pays                  | Équipe                   | Points                |
| --------------------- | --------------------- | --------------------- | ------------------------ | --------------------- |
| 1er                   | Ethan Vernon          | Royaume-Uni           | Soudal Quick-Step        | 39 pts                |
| 2e                    | Danny van Poppel      | Pays-Bas              | Bora-Hansgrohe           | 28 pts                |
| 3e                    | Ilan Van Wilder       | Belgique              | Soudal Quick-Step        | 21 pts                |
| 4e                    | Phil Bauhaus          | Allemagne             | Bahrain Victorious       | 19 pts                |
| 5e                    | Madis Mihkels         | Estonie               | Intermarché-Circus-Wanty | 18 pts                |
| 6e                    | Pavel Sivakov         | France                | Ineos Grenadiers         | 16 pts                |
| 7e                    | Alex Aranburu         | Espagne               | Movistar Team            | 16 pts                |
| 8e                    | Kevin Vermaerke       | États-Unis            | Team DSM-Firmenich       | 16 pts                |
| 9e                    | Gregor Mühlberger     | Autriche              | Movistar Team            | 15 pts                |
| 10e                   | Arvid de Kleijn       | Pays-Bas              | Tudor Pro Cycling Team   | 15 pts                |

| Classement par points | Classement par points | Classement par points | Classement par points    | Classement par points |
| Coureur               | Coureur               | Pays                  | Équipe                   | Points                |
| --------------------- | --------------------- | --------------------- | ------------------------ | --------------------- |
| 1er                   | Ethan Vernon          | Royaume-Uni           | Soudal Quick-Step        | 39 pts                |
| 2e                    | Danny van Poppel      | Pays-Bas              | Bora-Hansgrohe           | 28 pts                |
| 3e                    | Ilan Van Wilder       | Belgique              | Soudal Quick-Step        | 21 pts                |
| 4e                    | Phil Bauhaus          | Allemagne             | Bahrain Victorious       | 19 pts                |
| 5e                    | Madis Mihkels         | Estonie               | Intermarché-Circus-Wanty | 18 pts                |
| 6e                    | Pavel Sivakov         | France                | Ineos Grenadiers         | 16 pts                |
| 7e                    | Alex Aranburu         | Espagne               | Movistar Team            | 16 pts                |
| 8e                    | Kevin Vermaerke       | États-Unis            | Team DSM-Firmenich       | 16 pts                |
| 9e                    | Gregor Mühlberger     | Autriche              | Movistar Team            | 15 pts                |
| 10e                   | Arvid de Kleijn       | Pays-Bas              | Tudor Pro Cycling Team   | 15 pts                |

| Classement de la montagne | Classement de la montagne | Classement de la montagne | Classement de la montagne | Classement de la montagne |
| Coureur                   | Coureur                   | Pays                      | Équipe                    | Points                    |
| ------------------------- | ------------------------- | ------------------------- | ------------------------- | ------------------------- |
| 1er                       | Harm Vanhoucke            | Belgique                  | Lotto Dstny               | 7 pts                     |
| 2e                        | Florian Stork             | Allemagne                 | Team DSM-Firmenich        | 5 pts                     |
| 3e                        | Vincent John              | Allemagne                 | Rad-Net Oßwald            | 4 pts                     |
| 4e                        | Frank van den Broek       | Pays-Bas                  | Team DSM-Firmenich        | 3 pts                     |
| 5e                        | Vinzent Dorn              | Allemagne                 | Bike Aid                  | 3 pts                     |
| 6e                        | Gregor Mühlberger         | Autriche                  | Movistar Team             | 3 pts                     |
| 7e                        | Anders Johannessen        | Norvège                   | Uno-X Pro Cycling Team    | 3 pts                     |
| 8e                        | Oscar Riesebeek           | Pays-Bas                  | Alpecin-Deceuninck        | 3 pts                     |
| 9e                        | Brandon McNulty           | États-Unis                | UAE Team Emirates         | 3 pts                     |
| 10e                       | Gianluca Brambilla        | Italie                    | Q36.5 Pro Cycling Team    | 2 pts                     |

| Classement de la montagne | Classement de la montagne | Classement de la montagne | Classement de la montagne | Classement de la montagne |
| Coureur                   | Coureur                   | Pays                      | Équipe                    | Points                    |
| ------------------------- | ------------------------- | ------------------------- | ------------------------- | ------------------------- |
| 1er                       | Harm Vanhoucke            | Belgique                  | Lotto Dstny               | 7 pts                     |
| 2e                        | Florian Stork             | Allemagne                 | Team DSM-Firmenich        | 5 pts                     |
| 3e                        | Vincent John              | Allemagne                 | Rad-Net Oßwald            | 4 pts                     |
| 4e                        | Frank van den Broek       | Pays-Bas                  | Team DSM-Firmenich        | 3 pts                     |
| 5e                        | Vinzent Dorn              | Allemagne                 | Bike Aid                  | 3 pts                     |
| 6e                        | Gregor Mühlberger         | Autriche                  | Movistar Team             | 3 pts                     |
| 7e                        | Anders Johannessen        | Norvège                   | Uno-X Pro Cycling Team    | 3 pts                     |
| 8e                        | Oscar Riesebeek           | Pays-Bas                  | Alpecin-Deceuninck        | 3 pts                     |
| 9e                        | Brandon McNulty           | États-Unis                | UAE Team Emirates         | 3 pts                     |
| 10e                       | Gianluca Brambilla        | Italie                    | Q36.5 Pro Cycling Team    | 2 pts                     |

| Classement du meilleur jeune | Classement du meilleur jeune | Classement du meilleur jeune | Classement du meilleur jeune | Classement du meilleur jeune |
| Coureur                      | Coureur                      | Pays                         | Équipe                       | Temps                        |
| ---------------------------- | ---------------------------- | ---------------------------- | ---------------------------- | ---------------------------- |
| 1er                          | Ilan Van Wilder              | Belgique                     | Soudal Quick-Step            | 17 h 01 min 18 s             |
| 2e                           | Kevin Vermaerke              | États-Unis                   | Team DSM-Firmenich           | + 18 s                       |
| 3e                           | Brandon McNulty              | États-Unis                   | UAE Team Emirates            | + 27 s                       |
| 4e                           | Mathias Vacek                | Tchéquie                     | Lidl-Trek                    | + 28 s                       |
| 5e                           | Frank van den Broek          | Pays-Bas                     | Team DSM-Firmenich           | + 30 s                       |
| 6e                           | Mathieu Burgaudeau           | France                       | TotalEnergies                | + 32 s                       |
| 7e                           | Vinzent Dorn                 | Allemagne                    | Bike Aid                     | + 1 min 00 s                 |
| 8e                           | Mattéo Vercher               | France                       | TotalEnergies                | + 1 min 22 s                 |
| 9e                           | Rick Pluimers                | Pays-Bas                     | Tudor Pro Cycling Team       | + 1 min 30 s                 |
| 10e                          | Juri Hollmann                | Allemagne                    | Movistar Team                | + 1 min 31 s                 |

| Classement du meilleur jeune | Classement du meilleur jeune | Classement du meilleur jeune | Classement du meilleur jeune | Classement du meilleur jeune |
| Coureur                      | Coureur                      | Pays                         | Équipe                       | Temps                        |
| ---------------------------- | ---------------------------- | ---------------------------- | ---------------------------- | ---------------------------- |
| 1er                          | Ilan Van Wilder              | Belgique                     | Soudal Quick-Step            | 17 h 01 min 18 s             |
| 2e                           | Kevin Vermaerke              | États-Unis                   | Team DSM-Firmenich           | + 18 s                       |
| 3e                           | Brandon McNulty              | États-Unis                   | UAE Team Emirates            | + 27 s                       |
| 4e                           | Mathias Vacek                | Tchéquie                     | Lidl-Trek                    | + 28 s                       |
| 5e                           | Frank van den Broek          | Pays-Bas                     | Team DSM-Firmenich           | + 30 s                       |
| 6e                           | Mathieu Burgaudeau           | France                       | TotalEnergies                | + 32 s                       |
| 7e                           | Vinzent Dorn                 | Allemagne                    | Bike Aid                     | + 1 min 00 s                 |
| 8e                           | Mattéo Vercher               | France                       | TotalEnergies                | + 1 min 22 s                 |
| 9e                           | Rick Pluimers                | Pays-Bas                     | Tudor Pro Cycling Team       | + 1 min 30 s                 |
| 10e                          | Juri Hollmann                | Allemagne                    | Movistar Team                | + 1 min 31 s                 |

| Classement par équipes | Classement par équipes   | Classement par équipes | Classement par équipes |
| Équipe                 | Équipe                   | Pays                   | Temps                  |
| ---------------------- | ------------------------ | ---------------------- | ---------------------- |
| 1re                    | UAE Team Emirates        | Émirats arabes unis    | 51 h 05 min 06 s       |
| 2e                     | Team DSM-Firmenich       | Pays-Bas               | + 8 s                  |
| 3e                     | Movistar Team            | Espagne                | + 11 s                 |
| 4e                     | Bora-Hansgrohe           | Allemagne              | + 24 s                 |
| 5e                     | Lidl-Trek                | États-Unis             | + 2 min 28 s           |
| 6e                     | Israel-Premier Tech      | Israël                 | + 2 min 33 s           |
| 7e                     | Bahrain Victorious       | Bahreïn                | + 4 min 08 s           |
| 8e                     | TotalEnergies            | France                 | + 4 min 19 s           |
| 9e                     | Intermarché-Circus-Wanty | Belgique               | + 6 min 45 s           |
| 10e                    | Soudal Quick-Step        | Belgique               | + 8 min 37 s           |

| Classement par équipes | Classement par équipes   | Classement par équipes | Classement par équipes |
| Équipe                 | Équipe                   | Pays                   | Temps                  |
| ---------------------- | ------------------------ | ---------------------- | ---------------------- |
| 1re                    | UAE Team Emirates        | Émirats arabes unis    | 51 h 05 min 06 s       |
| 2e                     | Team DSM-Firmenich       | Pays-Bas               | + 8 s                  |
| 3e                     | Movistar Team            | Espagne                | + 11 s                 |
| 4e                     | Bora-Hansgrohe           | Allemagne              | + 24 s                 |
| 5e                     | Lidl-Trek                | États-Unis             | + 2 min 28 s           |
| 6e                     | Israel-Premier Tech      | Israël                 | + 2 min 33 s           |
| 7e                     | Bahrain Victorious       | Bahreïn                | + 4 min 08 s           |
| 8e                     | TotalEnergies            | France                 | + 4 min 19 s           |
| 9e                     | Intermarché-Circus-Wanty | Belgique               | + 6 min 45 s           |
| 10e                    | Soudal Quick-Step        | Belgique               | + 8 min 37 s           |

## Évolution des classements
| Étape              | Vainqueur          | Classement général | Classement par points | Classement de la montagne | Classement du meilleur jeune | Classement par équipes |
| ------------------ | ------------------ | ------------------ | --------------------- | ------------------------- | ---------------------------- | ---------------------- |
| Prol.              | Ethan Vernon       | Ethan Vernon       | Ethan Vernon          | non-décerné               | Ethan Vernon                 | Soudal Quick-Step      |
| 1                  | Ilan Van Wilder    | Ilan Van Wilder    | Ethan Vernon          | Harm Vanhoucke            | Ilan Van Wilder              | Soudal Quick-Step      |
| 2                  | Gregor Mühlberger  | Ilan Van Wilder    | Ilan Van Wilder       | Harm Vanhoucke            | Ilan Van Wilder              | UAE Team Emirates      |
| 3                  | Madis Mihkels      | Ilan Van Wilder    | Ethan Vernon          | Harm Vanhoucke            | Ilan Van Wilder              | UAE Team Emirates      |
| 4                  | Arvid de Kleijn    | Ilan Van Wilder    | Ethan Vernon          | Harm Vanhoucke            | Ilan Van Wilder              | UAE Team Emirates      |
| Classements finals | Classements finals | Ilan Van Wilder    | Ethan Vernon          | Harm Vanhoucke            | Ilan Van Wilder              | UAE Team Emirates      |

## Liste des participants
| UAE Team Emirates UAD | UAE Team Emirates UAD          | UAE Team Emirates UAD |
| --------------------- | ------------------------------ | --------------------- |
| Num                   | Coureur                        | Pos                   |
| 1                     | Pascal Ackermann (GER)         | 69e                   |
| 2                     | George Bennett (NZL)           | 40e                   |
| 3                     | Felix Großschartner (AUT)      | 2e                    |
| 4                     | Vegard Stake Laengen (NOR)     | 41e                   |
| 5                     | Brandon McNulty (USA) (chrono) | 12e                   |
| 6                     | Diego Ulissi (ITA)             | 14e                   |

| Bahrain Victorious TBV | Bahrain Victorious TBV  | Bahrain Victorious TBV |
| ---------------------- | ----------------------- | ---------------------- |
| Num                    | Coureur                 | Pos                    |
| 11                     | Pello Bilbao (ESP)      | 11e                    |
| 12                     | Yukiya Arashiro (JPN)   | 82e                    |
| 13                     | Nikias Arndt (GER)      | 34e                    |
| 14                     | Phil Bauhaus (GER)      | 67e                    |
| 15                     | Rainer Kepplinger (AUT) | 32e                    |
| 16                     | Cameron Scott (AUS)     | 95e                    |

| Movistar Team MOV | Movistar Team MOV               | Movistar Team MOV |
| ----------------- | ------------------------------- | ----------------- |
| Num               | Coureur                         | Pos               |
| 21                | Alex Aranburu (ESP)             | 5e                |
| 22                | Abner González (PUR)            | 50e               |
| 23                | Juri Hollmann (GER)             | 27e               |
| 24                | Gregor Mühlberger (AUT) (route) | 37e               |
| 25                | Sergio Samitier (ESP)           | AB-1              |
| 26                | Iván Sosa (COL)                 | 59e               |

| Bora-Hansgrohe BOH | Bora-Hansgrohe BOH            | Bora-Hansgrohe BOH |
| ------------------ | ----------------------------- | ------------------ |
| Num                | Coureur                       | Pos                |
| 31                 | Nils Politt (GER) (chrono)    | 9e                 |
| 32                 | Sam Bennett (IRL)             | 61e                |
| 33                 | Patrick Gamper (AUT) (chrono) | 38e                |
| 34                 | Marco Haller (AUT)            | 29e                |
| 35                 | Maximilian Schachmann (GER)   | 35e                |
| 36                 | Danny van Poppel (NED)        | 3e                 |

| Lidl-Trek LTK | Lidl-Trek LTK                       | Lidl-Trek LTK |
| ------------- | ----------------------------------- | ------------- |
| Num           | Coureur                             | Pos           |
| 41            | Mads Pedersen (DEN)                 | 77e           |
| 42            | Nils Aebersold (SUI)                | 79e           |
| 43            | Dario Cataldo (ITA)                 | 102e          |
| 44            | Alex Kirsch (LUX) (route et chrono) | 21e           |
| 45            | Natnael Tesfatsion (ERI)            | 30e           |
| 46            | Mathias Vacek (CZE) (route)         | 13e           |

| Soudal Quick-Step SOQ | Soudal Quick-Step SOQ | Soudal Quick-Step SOQ |
| --------------------- | --------------------- | --------------------- |
| Num                   | Coureur               | Pos                   |
| 51                    | Dries Devenyns (BEL)  | 45e                   |
| 52                    | Mauro Schmid (SUI)    | 57e                   |
| 53                    | Jannik Steimle (GER)  | 62e                   |
| 54                    | Martin Svrček (SVK)   | 47e                   |
| 55                    | Ilan Van Wilder (BEL) | 1er                   |
| 56                    | Ethan Vernon (GBR)    | 53e                   |

| Israel-Premier Tech IPT | Israel-Premier Tech IPT | Israel-Premier Tech IPT |
| ----------------------- | ----------------------- | ----------------------- |
| Num                     | Coureur                 | Pos                     |
| 61                      | Simon Clarke (AUS)      | 68e                     |
| 62                      | Jakob Fuglsang (DEN)    | 25e                     |
| 63                      | Mason Hollyman (GBR)    | 56e                     |
| 64                      | Nick Schultz (AUS)      | 31e                     |
| 65                      | Dylan Teuns (BEL)       | 10e                     |
| 66                      | Rick Zabel (GER)        | 73e                     |

| Lotto Dstny LTD | Lotto Dstny LTD           | Lotto Dstny LTD |
| --------------- | ------------------------- | --------------- |
| Num             | Coureur                   | Pos             |
| 71              | Mathijs Paasschens (NED)  | 36e             |
| 72              | Arjen Livyns (BEL)        | NP-2            |
| 73              | Michael Schwarzmann (GER) | 80e             |
| 74              | Rüdiger Selig (GER)       | 97e             |
| 75              | Harry Sweeny (AUS)        | NP-2            |
| 76              | Harm Vanhoucke (BEL)      | 72e             |

| Ineos Grenadiers IGD | Ineos Grenadiers IGD   | Ineos Grenadiers IGD |
| -------------------- | ---------------------- | -------------------- |
| Num                  | Coureur                | Pos                  |
| 81                   | Ethan Hayter (GBR)     | 81e                  |
| 82                   | Salvatore Puccio (ITA) | 70e                  |
| 83                   | Brandon Rivera (COL)   | 46e                  |
| 84                   | Luke Rowe (GBR)        | 84e                  |
| 85                   | Pavel Sivakov (FRA)    | 4e                   |

| Intermarché-Circus-Wanty ICW | Intermarché-Circus-Wanty ICW | Intermarché-Circus-Wanty ICW |
| ---------------------------- | ---------------------------- | ---------------------------- |
| Num                          | Coureur                      | Pos                          |
| 91                           | Georg Zimmermann (GER)       | 17e                          |
| 92                           | Lilian Calmejane (FRA)       | 15e                          |
| 93                           | Laurens Huys (BEL)           | 48e                          |
| 94                           | Madis Mihkels (EST)          | 44e                          |
| 95                           | Simone Petilli (ITA)         | AB-2                         |
| 96                           | Adrien Petit (FRA)           | 78e                          |

| Uno-X Pro Cycling Team UXT | Uno-X Pro Cycling Team UXT  | Uno-X Pro Cycling Team UXT |
| -------------------------- | --------------------------- | -------------------------- |
| Num                        | Coureur                     | Pos                        |
| 101                        | Alexander Kristoff (NOR)    | NP-1                       |
| 102                        | Jonas Abrahamsen (NOR)      | 42e                        |
| 103                        | Anders Johannessen (NOR)    | 39e                        |
| 104                        | Jacob Hindsgaul (DEN)       | 92e                        |
| 105                        | Erik Nordsæter Resell (NOR) | NP-2                       |
| 106                        | Rasmus Tiller (NOR)         | 7e                         |

| Alpecin-Deceuninck ADC | Alpecin-Deceuninck ADC  | Alpecin-Deceuninck ADC |
| ---------------------- | ----------------------- | ---------------------- |
| Num                    | Coureur                 | Pos                    |
| 111                    | Quinten Hermans (BEL)   | 8e                     |
| 112                    | Nicola Conci (ITA)      | 28e                    |
| 113                    | Michael Gogl (AUT)      | 51e                    |
| 114                    | Timo Kielich (BEL)      | NP-3                   |
| 115                    | Alexander Krieger (GER) | NP-4                   |
| 116                    | Oscar Riesebeek (NED)   | 76e                    |

| Team DSM-Firmenich DSM | Team DSM-Firmenich DSM        | Team DSM-Firmenich DSM |
| ---------------------- | ----------------------------- | ---------------------- |
| Num                    | Coureur                       | Pos                    |
| 121                    | Florian Stork (GER)           | 19e                    |
| 122                    | Patrick Eddy (AUS)            | NP-4                   |
| 123                    | Jonas Iversby Hvideberg (NOR) | 60e                    |
| 124                    | Marius Mayrhofer (GER)        | 52e                    |
| 125                    | Frank van den Broek (NED)     | 16e                    |
| 126                    | Kevin Vermaerke (USA)         | 6e                     |

| TotalEnergies TEN | TotalEnergies TEN        | TotalEnergies TEN |
| ----------------- | ------------------------ | ----------------- |
| Num               | Coureur                  | Pos               |
| 131               | Mathieu Burgaudeau (FRA) | 18e               |
| 132               | Fabien Grellier (FRA)    | 55e               |
| 133               | Émilien Jeannière (FRA)  | 49e               |
| 134               | Julien Simon (FRA)       | 33e               |
| 135               | Anthony Turgis (FRA)     | 43e               |
| 136               | Mattéo Vercher (FRA)     | 24e               |

| Tudor Pro Cycling Team TUD | Tudor Pro Cycling Team TUD  | Tudor Pro Cycling Team TUD |
| -------------------------- | --------------------------- | -------------------------- |
| Num                        | Coureur                     | Pos                        |
| 141                        | Arvid de Kleijn (NED)       | 93e                        |
| 142                        | Nils Brun (SUI)             | 54e                        |
| 143                        | Miká Heming (GER)           | 64e                        |
| 144                        | Rick Pluimers (NED)         | 26e                        |
| 145                        | Sébastien Reichenbach (SUI) | 20e                        |
| 146                        | Maikel Zijlaard (NED)       | 94e                        |

| Q36.5 Pro Cycling Team Q36 | Q36.5 Pro Cycling Team Q36      | Q36.5 Pro Cycling Team Q36 |
| -------------------------- | ------------------------------- | -------------------------- |
| Num                        | Coureur                         | Pos                        |
| 151                        | Gianluca Brambilla (ITA)        | 23e                        |
| 152                        | Corey Davis (USA)               | 74e                        |
| 153                        | Matteo Moschetti (ITA)          | 96e                        |
| 154                        | Nicolò Parisini (ITA)           | 71e                        |
| 155                        | Antonio Puppio (ITA)            | 103e                       |
| 156                        | Nickolas Zukowsky (CAN) (route) | NP-3                       |

| Saris Rouvy Sauerland Team SVL | Saris Rouvy Sauerland Team SVL | Saris Rouvy Sauerland Team SVL |
| ------------------------------ | ------------------------------ | ------------------------------ |
| Num                            | Coureur                        | Pos                            |
| 161                            | Dominik Bauer (GER)            | 107e                           |
| 162                            | Julian Borresch (GER)          | 83e                            |
| 163                            | Silas Köch (GER)               | 91e                            |
| 164                            | Jonathan Rottmann (GER)        | 104e                           |
| 165                            | Jan-Marc Temmen (GER)          | 89e                            |
| 166                            | Lennart Voege (GER)            | 88e                            |

| Bike Aid BAI | Bike Aid BAI             | Bike Aid BAI |
| ------------ | ------------------------ | ------------ |
| Num          | Coureur                  | Pos          |
| 171          | Dawit Yemane (ERI)       | 65e          |
| 172          | Vinzent Dorn (GER)       | 22e          |
| 173          | Pirmin Eisenbarth (GER)  | 99e          |
| 174          | Oliver Mattheis (GER)    | 63e          |
| 175          | Philip Meiser (GER)      | 101e         |
| 176          | Jasper Levi Pahlke (GER) | 106e         |

| P&S Benotti PUS | P&S Benotti PUS        | P&S Benotti PUS |
| --------------- | ---------------------- | --------------- |
| Num             | Coureur                | Pos             |
| 181             | Tobias Nolde (GER)     | 85e             |
| 183             | Albert Gathemann (GER) | 100e            |
| 184             | Jannis Peter (GER)     | 58e             |
| 185             | Dominik Röber (GER)    | 66e             |
| 186             | Luke Wilk (GER)        | 87e             |

| Rad-Net Oßwald RNO | Rad-Net Oßwald RNO        | Rad-Net Oßwald RNO |
| ------------------ | ------------------------- | ------------------ |
| Num                | Coureur                   | Pos                |
| 191                | Vincent John (GER)        | 86e                |
| 192                | Tobias Buck-Gramcko (GER) | 108e               |
| 193                | Moritz Czasa (GER)        | 105e               |
| 194                | Philipp Gebhardt (GER)    | AB-4               |
| 195                | Luca Martin (GER)         | 90e                |
| 196                | Theo Reinhardt (GER)      | 98e                |

| UAE Team Emirates UAD | UAE Team Emirates UAD          | UAE Team Emirates UAD |
| --------------------- | ------------------------------ | --------------------- |
| Num                   | Coureur                        | Pos                   |
| 1                     | Pascal Ackermann (GER)         | 69e                   |
| 2                     | George Bennett (NZL)           | 40e                   |
| 3                     | Felix Großschartner (AUT)      | 2e                    |
| 4                     | Vegard Stake Laengen (NOR)     | 41e                   |
| 5                     | Brandon McNulty (USA) (chrono) | 12e                   |
| 6                     | Diego Ulissi (ITA)             | 14e                   |

| Bahrain Victorious TBV | Bahrain Victorious TBV  | Bahrain Victorious TBV |
| ---------------------- | ----------------------- | ---------------------- |
| Num                    | Coureur                 | Pos                    |
| 11                     | Pello Bilbao (ESP)      | 11e                    |
| 12                     | Yukiya Arashiro (JPN)   | 82e                    |
| 13                     | Nikias Arndt (GER)      | 34e                    |
| 14                     | Phil Bauhaus (GER)      | 67e                    |
| 15                     | Rainer Kepplinger (AUT) | 32e                    |
| 16                     | Cameron Scott (AUS)     | 95e                    |

| Movistar Team MOV | Movistar Team MOV               | Movistar Team MOV |
| ----------------- | ------------------------------- | ----------------- |
| Num               | Coureur                         | Pos               |
| 21                | Alex Aranburu (ESP)             | 5e                |
| 22                | Abner González (PUR)            | 50e               |
| 23                | Juri Hollmann (GER)             | 27e               |
| 24                | Gregor Mühlberger (AUT) (route) | 37e               |
| 25                | Sergio Samitier (ESP)           | AB-1              |
| 26                | Iván Sosa (COL)                 | 59e               |

| Bora-Hansgrohe BOH | Bora-Hansgrohe BOH            | Bora-Hansgrohe BOH |
| ------------------ | ----------------------------- | ------------------ |
| Num                | Coureur                       | Pos                |
| 31                 | Nils Politt (GER) (chrono)    | 9e                 |
| 32                 | Sam Bennett (IRL)             | 61e                |
| 33                 | Patrick Gamper (AUT) (chrono) | 38e                |
| 34                 | Marco Haller (AUT)            | 29e                |
| 35                 | Maximilian Schachmann (GER)   | 35e                |
| 36                 | Danny van Poppel (NED)        | 3e                 |

| Lidl-Trek LTK | Lidl-Trek LTK                       | Lidl-Trek LTK |
| ------------- | ----------------------------------- | ------------- |
| Num           | Coureur                             | Pos           |
| 41            | Mads Pedersen (DEN)                 | 77e           |
| 42            | Nils Aebersold (SUI)                | 79e           |
| 43            | Dario Cataldo (ITA)                 | 102e          |
| 44            | Alex Kirsch (LUX) (route et chrono) | 21e           |
| 45            | Natnael Tesfatsion (ERI)            | 30e           |
| 46            | Mathias Vacek (CZE) (route)         | 13e           |

| Soudal Quick-Step SOQ | Soudal Quick-Step SOQ | Soudal Quick-Step SOQ |
| --------------------- | --------------------- | --------------------- |
| Num                   | Coureur               | Pos                   |
| 51                    | Dries Devenyns (BEL)  | 45e                   |
| 52                    | Mauro Schmid (SUI)    | 57e                   |
| 53                    | Jannik Steimle (GER)  | 62e                   |
| 54                    | Martin Svrček (SVK)   | 47e                   |
| 55                    | Ilan Van Wilder (BEL) | 1er                   |
| 56                    | Ethan Vernon (GBR)    | 53e                   |

| Israel-Premier Tech IPT | Israel-Premier Tech IPT | Israel-Premier Tech IPT |
| ----------------------- | ----------------------- | ----------------------- |
| Num                     | Coureur                 | Pos                     |
| 61                      | Simon Clarke (AUS)      | 68e                     |
| 62                      | Jakob Fuglsang (DEN)    | 25e                     |
| 63                      | Mason Hollyman (GBR)    | 56e                     |
| 64                      | Nick Schultz (AUS)      | 31e                     |
| 65                      | Dylan Teuns (BEL)       | 10e                     |
| 66                      | Rick Zabel (GER)        | 73e                     |

| Lotto Dstny LTD | Lotto Dstny LTD           | Lotto Dstny LTD |
| --------------- | ------------------------- | --------------- |
| Num             | Coureur                   | Pos             |
| 71              | Mathijs Paasschens (NED)  | 36e             |
| 72              | Arjen Livyns (BEL)        | NP-2            |
| 73              | Michael Schwarzmann (GER) | 80e             |
| 74              | Rüdiger Selig (GER)       | 97e             |
| 75              | Harry Sweeny (AUS)        | NP-2            |
| 76              | Harm Vanhoucke (BEL)      | 72e             |

| Ineos Grenadiers IGD | Ineos Grenadiers IGD   | Ineos Grenadiers IGD |
| -------------------- | ---------------------- | -------------------- |
| Num                  | Coureur                | Pos                  |
| 81                   | Ethan Hayter (GBR)     | 81e                  |
| 82                   | Salvatore Puccio (ITA) | 70e                  |
| 83                   | Brandon Rivera (COL)   | 46e                  |
| 84                   | Luke Rowe (GBR)        | 84e                  |
| 85                   | Pavel Sivakov (FRA)    | 4e                   |

| Intermarché-Circus-Wanty ICW | Intermarché-Circus-Wanty ICW | Intermarché-Circus-Wanty ICW |
| ---------------------------- | ---------------------------- | ---------------------------- |
| Num                          | Coureur                      | Pos                          |
| 91                           | Georg Zimmermann (GER)       | 17e                          |
| 92                           | Lilian Calmejane (FRA)       | 15e                          |
| 93                           | Laurens Huys (BEL)           | 48e                          |
| 94                           | Madis Mihkels (EST)          | 44e                          |
| 95                           | Simone Petilli (ITA)         | AB-2                         |
| 96                           | Adrien Petit (FRA)           | 78e                          |

| Uno-X Pro Cycling Team UXT | Uno-X Pro Cycling Team UXT  | Uno-X Pro Cycling Team UXT |
| -------------------------- | --------------------------- | -------------------------- |
| Num                        | Coureur                     | Pos                        |
| 101                        | Alexander Kristoff (NOR)    | NP-1                       |
| 102                        | Jonas Abrahamsen (NOR)      | 42e                        |
| 103                        | Anders Johannessen (NOR)    | 39e                        |
| 104                        | Jacob Hindsgaul (DEN)       | 92e                        |
| 105                        | Erik Nordsæter Resell (NOR) | NP-2                       |
| 106                        | Rasmus Tiller (NOR)         | 7e                         |

| Alpecin-Deceuninck ADC | Alpecin-Deceuninck ADC  | Alpecin-Deceuninck ADC |
| ---------------------- | ----------------------- | ---------------------- |
| Num                    | Coureur                 | Pos                    |
| 111                    | Quinten Hermans (BEL)   | 8e                     |
| 112                    | Nicola Conci (ITA)      | 28e                    |
| 113                    | Michael Gogl (AUT)      | 51e                    |
| 114                    | Timo Kielich (BEL)      | NP-3                   |
| 115                    | Alexander Krieger (GER) | NP-4                   |
| 116                    | Oscar Riesebeek (NED)   | 76e                    |

| Team DSM-Firmenich DSM | Team DSM-Firmenich DSM        | Team DSM-Firmenich DSM |
| ---------------------- | ----------------------------- | ---------------------- |
| Num                    | Coureur                       | Pos                    |
| 121                    | Florian Stork (GER)           | 19e                    |
| 122                    | Patrick Eddy (AUS)            | NP-4                   |
| 123                    | Jonas Iversby Hvideberg (NOR) | 60e                    |
| 124                    | Marius Mayrhofer (GER)        | 52e                    |
| 125                    | Frank van den Broek (NED)     | 16e                    |
| 126                    | Kevin Vermaerke (USA)         | 6e                     |

| TotalEnergies TEN | TotalEnergies TEN        | TotalEnergies TEN |
| ----------------- | ------------------------ | ----------------- |
| Num               | Coureur                  | Pos               |
| 131               | Mathieu Burgaudeau (FRA) | 18e               |
| 132               | Fabien Grellier (FRA)    | 55e               |
| 133               | Émilien Jeannière (FRA)  | 49e               |
| 134               | Julien Simon (FRA)       | 33e               |
| 135               | Anthony Turgis (FRA)     | 43e               |
| 136               | Mattéo Vercher (FRA)     | 24e               |

| Tudor Pro Cycling Team TUD | Tudor Pro Cycling Team TUD  | Tudor Pro Cycling Team TUD |
| -------------------------- | --------------------------- | -------------------------- |
| Num                        | Coureur                     | Pos                        |
| 141                        | Arvid de Kleijn (NED)       | 93e                        |
| 142                        | Nils Brun (SUI)             | 54e                        |
| 143                        | Miká Heming (GER)           | 64e                        |
| 144                        | Rick Pluimers (NED)         | 26e                        |
| 145                        | Sébastien Reichenbach (SUI) | 20e                        |
| 146                        | Maikel Zijlaard (NED)       | 94e                        |

| Q36.5 Pro Cycling Team Q36 | Q36.5 Pro Cycling Team Q36      | Q36.5 Pro Cycling Team Q36 |
| -------------------------- | ------------------------------- | -------------------------- |
| Num                        | Coureur                         | Pos                        |
| 151                        | Gianluca Brambilla (ITA)        | 23e                        |
| 152                        | Corey Davis (USA)               | 74e                        |
| 153                        | Matteo Moschetti (ITA)          | 96e                        |
| 154                        | Nicolò Parisini (ITA)           | 71e                        |
| 155                        | Antonio Puppio (ITA)            | 103e                       |
| 156                        | Nickolas Zukowsky (CAN) (route) | NP-3                       |

| Saris Rouvy Sauerland Team SVL | Saris Rouvy Sauerland Team SVL | Saris Rouvy Sauerland Team SVL |
| ------------------------------ | ------------------------------ | ------------------------------ |
| Num                            | Coureur                        | Pos                            |
| 161                            | Dominik Bauer (GER)            | 107e                           |
| 162                            | Julian Borresch (GER)          | 83e                            |
| 163                            | Silas Köch (GER)               | 91e                            |
| 164                            | Jonathan Rottmann (GER)        | 104e                           |
| 165                            | Jan-Marc Temmen (GER)          | 89e                            |
| 166                            | Lennart Voege (GER)            | 88e                            |

| Bike Aid BAI | Bike Aid BAI             | Bike Aid BAI |
| ------------ | ------------------------ | ------------ |
| Num          | Coureur                  | Pos          |
| 171          | Dawit Yemane (ERI)       | 65e          |
| 172          | Vinzent Dorn (GER)       | 22e          |
| 173          | Pirmin Eisenbarth (GER)  | 99e          |
| 174          | Oliver Mattheis (GER)    | 63e          |
| 175          | Philip Meiser (GER)      | 101e         |
| 176          | Jasper Levi Pahlke (GER) | 106e         |

| P&S Benotti PUS | P&S Benotti PUS        | P&S Benotti PUS |
| --------------- | ---------------------- | --------------- |
| Num             | Coureur                | Pos             |
| 181             | Tobias Nolde (GER)     | 85e             |
| 183             | Albert Gathemann (GER) | 100e            |
| 184             | Jannis Peter (GER)     | 58e             |
| 185             | Dominik Röber (GER)    | 66e             |
| 186             | Luke Wilk (GER)        | 87e             |

| Rad-Net Oßwald RNO | Rad-Net Oßwald RNO        | Rad-Net Oßwald RNO |
| ------------------ | ------------------------- | ------------------ |
| Num                | Coureur                   | Pos                |
| 191                | Vincent John (GER)        | 86e                |
| 192                | Tobias Buck-Gramcko (GER) | 108e               |
| 193                | Moritz Czasa (GER)        | 105e               |
| 194                | Philipp Gebhardt (GER)    | AB-4               |
| 195                | Luca Martin (GER)         | 90e                |
| 196                | Theo Reinhardt (GER)      | 98e                |